# كتلر بيكت

اللورد كتلر بيكت

اللورد كتلر بيكيت (بالإنجليزية: Lord Cutler Beckett)‏ هو شخصية خيالية في سلسلة أفلام قراصنة الكاريبي يقوم بتأديه دوره الفنان توم هولاندر، ظهر في الجزء الثاني والثالث من سلسلة أفلام قراصنة الكاريبي. معروف عنه بأنه يستخدم الاساليب الملتوية، لا يرحم، أنيق جدا، كما أنه مدبر غادر، له سلطات ونفوذ واسع المجال.
كتلر بيكيت هو رئيس شركة الهند الشرقية وممثل الملك جورج الثاني لبريطانيا العظمى.

## صندوق الرجل الميت
مقال رئيسي: قراصنة الكاريبي: صندوق الرجل الميت
كان أول ظهور لللورد كتلر بيكيت في فيلم صندوق الرجل الميت، فمن بداية الفيلم ظهر بحصان أبيض ومعه حكم من الملك بالقبض على ويليام نيرنر وإليزابيث سوان بسبب مساعدتهم للقرصان سيء السمعة جاك سبارو للهرب من حكم الإعدام.
كان العميد جيمس نورينغتون أيضا مطلوب للعدالة بسبب مشاركته أيضا في ترك جاك سبارو للهرب، وقد كان ذلك سببا في هربة وتركه الخدمة مع الملكية البريطانية فإضطر الهرب وفي نهاية المطاف استطاع جيمس نورينغتون الحصول على قلب ديفي جونز الموجود داخل صندوق الرجل الميت وقام بتسليمه لللورد كتلر بيكت، فأعاده اللورد للخدمة برتبته المعتمده "عميد"

## في نهاية العالم
مقال رئيسي: قراصنة الكاريبي: في نهاية العالم
أدت سيطرة كتلر بيكت على قلب ديفي جونز إلى سيطرتة على سفينة الهولندي الطائر وطاقمه، فأدى ذلك إلى إجبار ديفي جونز بطاعة كتلر بيكت في كل الأمور، فقاتل القراصنة وكانوا مهددين بشدة من كتلر بيكت حتى أستطاع القراصنة في نهاية الامر من قتل قلب ديفي جونز على يد ويل ترنر بمساعدة جاك سبارو وأصبح ترنر هو قبطان سفينة الهولندي الطائر، فقاتلا هو وجاك سبارو بسفينة اللؤلؤة السوداء سفينة كتلر بيكت حتى قٌتل اللورد، وأنتهى دوره في تلك النقطة.

## وصلات خارجية
- ويكي قراصنة الكاريبي (بالإنجليزية)
- كتلر بيكت على موقع ويكي قراصنة الكاريبي (بالإنجليزية)